# Gran Agujero Azul
El Gran Agujero Azul (en inglés: The Great Blue Hole) es un agujero azul ubicado frente a la costa de Belice, en el mar Caribe. Se encuentra cerca del centro del arrecife Lighthouse, un pequeño atolón situado a unos 100 kilómetros de la ciudad de Belice. De forma casi perfectamente circular, el agujero tiene más de 300 metros de diámetro y alcanza una profundidad de aproximadamente 124 metros.
Este fenómeno natural se formó al finalizar la última glaciación, hace unos 12 000 años, cuando el nivel del mar subió y las cuevas de piedra caliza previamente secas se inundaron, colapsando su techo y dando origen a esta sima marina. El sitio es famoso entre buceadores por su visibilidad, biodiversidad y características geológicas únicas, incluyendo estalactitas sumergidas y especies como peces, esponjas y corales.
El Gran Agujero Azul forma parte del Sistema de Reservas de la Barrera del Arrecife de Belice, declarado Patrimonio de la Humanidad por la UNESCO en 1996.

## Formación

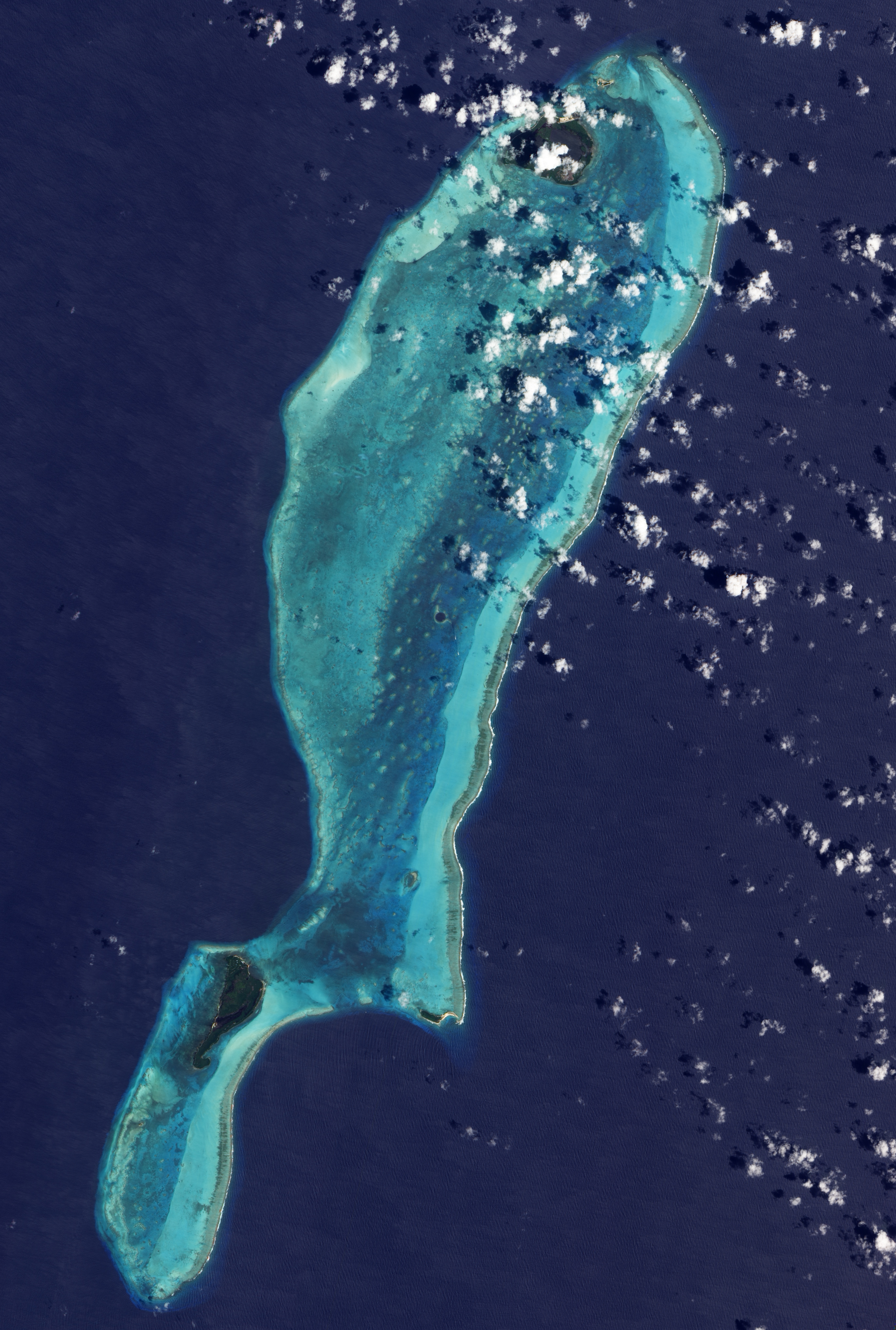
Vista del arrecife Lighthouse desde el espacio.

El Gran Agujero Azul se formó durante diversas fases de la glaciación cuaternaria, cuando el nivel del mar era significativamente más bajo. Estudios de estalactitas extraídas del sitio indican que su formación ocurrió hace aproximadamente 153.000, 66.000, 60.000 y 15.000 años. Durante esos períodos, el sistema de cuevas se desarrolló sobre el nivel del mar; luego, al elevarse el océano, las cavidades se inundaron, colapsando su techo y formando la sima marina actual.

## Exploración

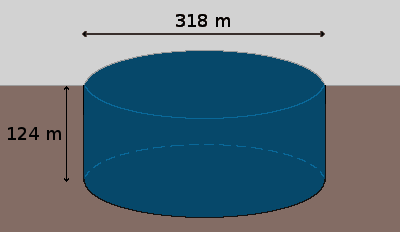
Diseño esquemático del agujero.

El lugar ganó fama internacional en 1971 gracias al oceanógrafo francés Jacques-Yves Cousteau, quien lo declaró uno de los cinco mejores sitios de buceo del mundo. En su barcoCalypso, lideró una expedición para cartografiar sus profundidades, confirmando que se trataba de formaciones típicas de piedra caliza kárstica. Sus investigaciones confirmaron que el agujero se originó como una cueva de piedra caliza en un entorno kárstico, formada durante períodos en los que el nivel del mar era mucho más bajo. Se identificaron terrazas y salientes a profundidades de 21, 49 y 91 metros, así como estalactitas que demuestran su origen terrestre. Algunas de estas estructuras presentan desviaciones angulares (de entre 10° y 13°), lo que sugiere también movimientos tectónicos posteriores.

En 1997, una expedición científica realizó muestreos del fondo y documentó el sistema de cavernas. Todos los buzos estaban certificados en buceo con mezclas de gases y espeleobuceo. En contraste con los cenotes de tierra firme en Yucatán, el Gran Agujero Azul no presenta indicios claros de desarrollos horizontales interconectados.
En diciembre de 2018, una expedición submarina escaneó el agujero con sonar, produciendo un mapa tridimensional casi completo. Se descubrió una capa de sulfuro de hidrógeno a unos 90 metros de profundidad, donde el agua se vuelve anóxica y sin vida. Además, se hallaron restos de dos buzos desaparecidos.

## Turismo
El Gran Agujero Azul es un destino popular para el buceo recreativo, con excursiones que parten desde comunidades costeras beliceñas. Los buzos son atraídos por la claridad del agua y la oportunidad de observar meros gigantes (Epinephelus lanceolatus), tiburones nodriza (Ginglymostoma cirratum), tiburones de arrecife del Caribe y otras especies marinas. También se han reportado esporádicamente tiburones toro y tiburones martillo. 
Las excursiones suelen tener una duración de un día e incluyen inmersiones en el agujero y dos puntos más del arrecife Lighthouse. Por sus características geológicas, se requiere experiencia avanzada en buceo para alcanzar las zonas más profundas.
En 2012, el Discovery Channel lo posicionó como el primer lugar en su lista de "Los 10 sitios más asombrosos del planeta". En 2018, emitió un especial en vivo titulado Discovery Live: Into the Blue Hole, con participación de Fabien Cousteau, Erika Bergman y Richard Branson.